# Anisotome lyallii
Anisotome lyallii är en växtart i släktet Anisotome och familjen flockblommiga växter. Den beskrevs av Joseph Dalton Hooker 1852.
Arten är endemisk på Sydön i Nya Zeeland.